# Imre Kertész
Imre Kertész (Budapest, 1929 -Budapest, 2016) fou un escriptor hongarès guardonat amb el Premi Nobel de Literatura l'any 2002.

## Biografia
Va néixer el 9 de novembre del 1929 a la ciutat hongaresa de Budapest, capital de la nació, en una família de religió jueva. El 1944, fou deportat al camp d'extermini nazi d'Auschwitz, i posteriorment als de Buchenwald i Zeitz.
Des del seu alliberament, es dedicà al periodisme en un rotatiu de la ciutat de Budapest, i en fou acomiadat l'any 1951 en pujar al poder el Partit Comunista d'Hongria. En aquell moment, inicià la seva activitat com a traductor (d'autors com Friedrich Nietzsche, Hugo von Hofmannsthal, Sigmund Freud, Ludwig Wittgenstein i Elias Canetti), autor de comèdies i guions cinematogràfics, i es dedicà plenament a la literatura a partir de la dècada del 1970. El 1995, fou guardonat amb el Premi de Literatura de Brandenburg i el 1997 amb el Premi del Llibre de Leipzig.
El 2002, fou guardonat amb el Premi Nobel de Literatura per una escriptura que manté l'experiència fràgil de l'individu contra el caràcter arbitrari i bàrbar de la història, i esdevingué el primer autor en llengua hongaresa a rebre aquest guardó.

## Obra seleccionada
- 1975: Sorstalanság
- 1977: A nyomkereső
- 1977: Detektívtörténet
- 1988: A kudarc
- 1990: Kaddis a meg nem született gyermekért
- 1991: Az angol lobogó
- 1992: Gályanapló
- 1993: A holocaust mint kultúra : három előadás
- 1997: Valaki más : a változás krónikája
- 1998: A gondolatnyi csend, amíg a kivégzőosztag újratölt
- 2001: A száműzött nyelv
- 2003: Felszámolás
- 2006: A K. dosszié

## Obra traduïda
- Sense destí (Quaderns Crema, 2003)
- Fiasco (Quaderns Crema, 2003)
- Kaddish pel fill no nascut (Quaderns Crema, 2004)
- Liquidació (Edicions 62, 2004) ISBN 84-297-5385-0
- Jo, un altre (Quaderns Crema, 2005)

## Adaptacions cinematogràfiques
- 2005: La novel·la Sorstalanság va ser portada a la pantalla gran l'any 2005 sota la direcció del cineasta hongarès Lajos Koltai, que se serví d'un guió elaborat pel mateix Imre Kertész.